# تعلم زائد
التعلم الزائد هو مفهوم تربوي وفقًا له ينبغي ممارسة المهارات المكتسبة حديثًا بشكل جيد يتجاوز نقطة الإتقان المبدئية، مما يؤدي إلى الأداء التلقائي لها. ومتى حصل الفرد على تعلم زائد بشأن مهمة معينة، يصبح مستوى مهارته حينها أعلى من مستوى التحدي لهذه المهمة (انظر جزء التحكم في الرسم البياني).
ويتنبأ قانون يركيز دودسون بأن التعلم الزائد يمكنه المساهمة في تحسين الأداء في حالات الانتباه العالية.
يعرّف روهرير وآخرون التعلم الزائد على أنه «المداومة الفورية على ممارسة مهمة ما بما يفوق معيار الحالة المثالية.» وقد أشارت الأبحاث السابقة إلى التعلم الزائد باعتباره وسيلة لنقل المعلومات المكتسبة «من الذاكرة قصيرة المدى إلى الذاكرة طويلة المدى.»[بحاجة لمصدر] هذا بالإضافة إلى اكتشاف أن التعلم الزائد يضمن «الحفظ طويل المدى» و«يؤدي إلى استرجاع أفضل»، ومع ذلك، لم يتم التوصل باستمرار إلى أن هذه الفوائد «تدوم طويلاً».[بحاجة لمصدر] وذكر روهرير وآخرون أن نتائج دراستهم توصلت إلى أن فوائد التعلم الزائد بالنسبة لأداء الاسترجاع «تبددت خلال عدة أسابيع.» ويدعم هذه النتائج دريسكل وآخرون، حيث وجد أن «فوائد التعلم الزائد يمكن أن تتلاشى خلال فترات حفظ أطول.» وتثبت هذه النتائج أن التعلم الزائد «ربما يكون مستحسنًا في حالات معينة،» مثلاً «للدارسين الذين يريدون الحفظ لمدة قصيرة فقط.» ولتحسين الحفظ طويل المدى، يمكن للمرء استغلال «الممارسة الموزعة»، التي تباعد بين فترات الممارسة بعد تجاوز المعيار المحدد«على جلسات متعددة بدلاً من تركيزها في جلسة واحدة».
وجد أن التعلم الزائد «يعزز مستوى الأداء اللاحق في الاختبارات»، وهكذا تُستخدم هذه الإستراتيجيات «بكثرة في برامج التعليم والتدريب» ليتيح للطلاب حفظ كميات كبيرة من المعلومات في مدة زمنية قصيرة والتي ستُستخدم بعد فترة وجيزة.

## تحليل التعلم الزائد
يوجد إجراءان يستخدمان في تحليل التعلم الزائد، «الإجراء القائم على المدة» و«الإجراء القائم على المعيار». ويتلاعب الإجراء القائم على المدة بـ «عدد محاولات التعلم لكل مرحلة تعليمية» بينما يتضمن الإجراء القائم على المعيار «مشاركون يقومون بالدراسة أو الممارسة حتى يصلوا إلى معيار المحاولة المثالي قبل التوقف أو الاستمرار.» ويبدو أن الإجراء القائم على المدة أكثر استخدامًا في دراسات التعلم الزائد عن الإجراء القائم على المعيار.

## أبحاث إضافية
لم تستكشف الدراسات التي أجريت عن التعلم الزائد الفوائد التي عادت على مجال الرياضيات من هذه الطريقة؛ حيث أُجريت معظم الأبحاث باستخدام مهام الذاكرة اللفظية. وقد درس روهرير وتايلور «حفظ المعرفة الرياضية» وتوصلا إلى أن «الممارسة الموزعة نشأ عنها» حفظ الرياضيات، بينما لم يفعل التعلم الزائد. ويلزم إجراء المزيد من الأبحاث على موضوع الرياضيات.